# Centro Financiero Internacional de Dubái
El Centro Financiero Internacional de Dubái (DIFC por las siglas en inglés de Dubai International Financial Centre) es un centro financiero onshore que tiene como objetivo proporcionar una plataforma para que las instituciones empresariales y financieras alcancen a los mercados emergentes de la región. Se estableció para crear un entorno para el crecimiento, el progreso, y el desarrollo económico en los Emiratos Árabes Unidos y la región en general, proporcionando el marco jurídico y de negocios necesario, así como la infraestructura física acorde con las normas internacionales.
Aparte de las instituciones financieras, en el complejo del DIFC puede encontrarse un hotel, galerías de arte, restaurantes y cafés, así como tiendas minoristas.

## Jurisdicción independiente
El Centro Financiero Internacional de Dubái es una jurisdicción independiente bajo la Constitución de los Emiratos Árabes Unidos, y tiene sus propias leyes independientes civiles y mercantiles, que están escritas en inglés y que se remiten a la ley inglesa. También tiene sus propios tribunales, con jueces tomados de las principales jurisdicciones de common law como Inglaterra, Singapur y Hong Kong. El Centro de Arbitraje DIFC-LCIA es un centro independiente de arbitraje internacional que utiliza reglas inspiradas en el Centro de Arbitraje Internacional de Londres.

## Ambiente de negocios
Las instituciones financieras que quieran operar desde el DIFC deben solicitar licencias que las acrediten como "firmas autorizadas". Estas licencias ofrecen beneficios tales como tasa cero de impuestos a ingresos y ganancias, el 100 por ciento de propiedad extranjera, no restricciones sobre divisas o la repatriación de capitales/beneficios, apoyo operativo y facilidades para la continuidad del negocio.
Uno de los elementos clave del centro es un intercambio financiero privado que abrió sus puertas en septiembre de 2005 como Dubai International Financial Exchange (DIFX), pero fue rebautizado como NASDAQ Dubai en el año 2008. NASDAQ Dubai está regulada por la Autoridad de Servicios Financieros de Dubái, una entidad del DIFC.